# Метод Одібера–Арну
Метод Одібера–Арну визначення дилатометричних показників вугілля

Рисунок 1 – Дилатометр Одібера–Арну:
а – деталі апарату; б – електропіч; 1 – трубка; 2 – поршень; 3 – шкала;
4 – електроспіраль; 5 – блок

Рисунок 2 – Види дилатометричних кривих

Дилатометричні показники за методом Одібера–Арну характеризують термопластичні властивості вугілля і визначаються за зміною висоти стрижня зі спресованого вугілля, на різних стадіях повільного нагрівання.
Метод Одібера–Арну застосовують для визначення одного з параметрів коксівності, прийнятого в Міжнародній класифікації кам'яного вугілля.
При випробуваннях в дилатометрі встановлюють:
- дилатометричну криву – графічне зображення зміни довжини вугільного стрижня при нагріванні;
- максимальне стиснення (контракцію а), тобто максимальне зменшення довжини вугільного стрижня при нагріванні;
- максимальне розширення (дилатацію b), тобто максимальне збільшення довжини вугільного стрижня (в порівнянні з початковою довжиною) при подальшому нагріванні після стиснення.

Крім того, визначають температуру початку пластичного стану tI, максимального стиснення (контракції) tII, максимального розширення (дилатації) tIII і зону пластичного стану від tI до tIII.
Для проведення випробувань вугілля подрібнюють до крупності менше 0,2 мм. Наважку вугілля масою 10 г змішують з 1 см3 дистильованої води і виготовляють вугільний стрижень шляхом трамбування в спеціальній формі. Довжина стрижня повинна складати (60±0,5) мм.
Для випробувань застосовують дилатометр, який складається із сталевих трубок з поршнями і електричної печі (рис.1). В центрі печі знаходиться металевий блок з отворами для трубок.
Вугільний стрижень вводять в дилатометричну трубку і поміщають разом з поршнем в отвір блоку печі, нагрітої до 330°С. При цьому температура знижується, і її слід знову довести до 330°С не пізніше, ніж за 7–10 хв. Далі нагрівання ведуть із швидкістю 3°С/хв. до 550°С. Зміну висоти вугільного стрижня при нагріванні можна записувати автоматично (на барабані з годинниковим механізмом) або уручну через кожні 3 хв. Випробування закінчують, якщо поршень протягом 5 хв не піднімається і не опускається.
Максимальне стиснення (контракцію а) і максимальне розширення (дилатацію b) вугільного стрижня обчислюють у відсотках від початкової довжини стрижня за формулами:
α = [(l–l1)/l] 100; 	b = [(l–l2)/l] 100,
де l – початкова довжина вугільного стрижня, мм; l1 і l2 – мінімальна і максимальна довжина вугільного стрижня, мм.
Остаточний результат обчислюють як середнє арифметичне результатів двох паралельних визначень.
Розбіжності для показника b не повинні перевищувати 7(1 + 6/100) в одній лабораторії і 10(1+6/100) в різних лабораторіях.
За результатами випробування будують дилатометричну криву. На горизонтальній осі (нульовій лінії) відкладають температуру (°С), а на вертикальній осі – зміну довжини (%) вугільного стрижня. Можуть бути отримані криві чотирьох типів. Якщо після випробування довжина вугільного стрижня стає більшою його початкової довжини, то розширення позитивне (рис. 2 а), а якщо меншою – то негативне (рис. 2). Якщо довжина вугільного стрижня після випробування рівна початковій довжині, то розширення нульове (рис. 2 в). Якщо при нагріванні після стиснення довжина стрижня не збільшується, то в результатах випробування записують «тільки стиснення» (рис. 2 г).
Методом Одібера–Арну важко підрозділяти вугілля з невисокою спікливістю. У вугілля з товщиною пластичного шару 10–11 мм зазвичай відбувається тільки стиснення. Цей метод придатніший для вугілля з доброю спікливістю.
Методика визначення дилатометричних показників за методом Одібера–Арну встановлена ГОСТ 13324–78, і МС ISO 349–75.